# Tsuneyasu Miyamoto
Tsuneyasu Miyamoto (Osaka, 7. veljače 1977.) japanski je nogometaš.

## Klupska karijera
Igrao je za klubove kao što su: Gamba Osaka, Red Bull Salzburg i Vissel Kobe.

## Reprezentativna karijera
Za japansku reprezentaciju igrao je od 2000. do 2006. godine. Za japansku reprezentaciju odigrao je 71 utakmica postigavši 3 pogodaka.
S japanskom reprezentacijom Tsuneyasu Miyamoto igrao ne na dva svjetska prvenstva (2002. i 2006.) dok je 2004. s Japanom osvojio AFC Azijski kup.

## Statistika
| Japan  | Japan | Japan |
| Godina | Nas.  | Gol.  |
| ------ | ----- | ----- |
| 2000.  | 2     | 0     |
| 2001.  | 3     | 0     |
| 2002.  | 11    | 0     |
| 2003.  | 10    | 0     |
| 2004.  | 19    | 2     |
| 2005.  | 15    | 1     |
| 2006.  | 11    | 0     |
| Ukupno | 71    | 3     |

## Vanjske poveznice
- National Football Teams
- Japan National Football Team Database